# Lista de representantes permanentes da Eslováquia nas Nações Unidas
Esta é uma lista de representantes permanentes da Eslováquia, ou outros chefes de missão, junto da Organização das Nações Unidas em Nova Iorque.
A Eslováquia foi admitida como membro das Nações Unidas a 19 de janeiro de 1993.
| Início | Término | Representante permanente (Chefe de missão) | Cargo                        | Credenciais |
| ------ | ------- | ------------------------------------------ | ---------------------------- | ----------- |
| 1993   | 1994    | Eduard Kukan                               | Representante permanente     |             |
| 1994   | 1997    | Peter Tomka                                | Encarregado de negócios a.i. | -           |
| 1998   | 1998    | Oľga Keltošová                             | Representante permanente     | 1998-04-15  |
| 1999   | 2003    | Peter Tomka                                | Representante permanente     | 1999-03-17  |
| 2004   | 2008    | Peter Burian                               | Representante permanente     | 2004-12-21  |
| 2009   | 2012    | Miloš Koterec                              | Representante permanente     | 2009-09-11  |
| 2012   | atual   | František Ružička                          | Representante permanente     | 2012-09-05  |